# Władiwostok Awia

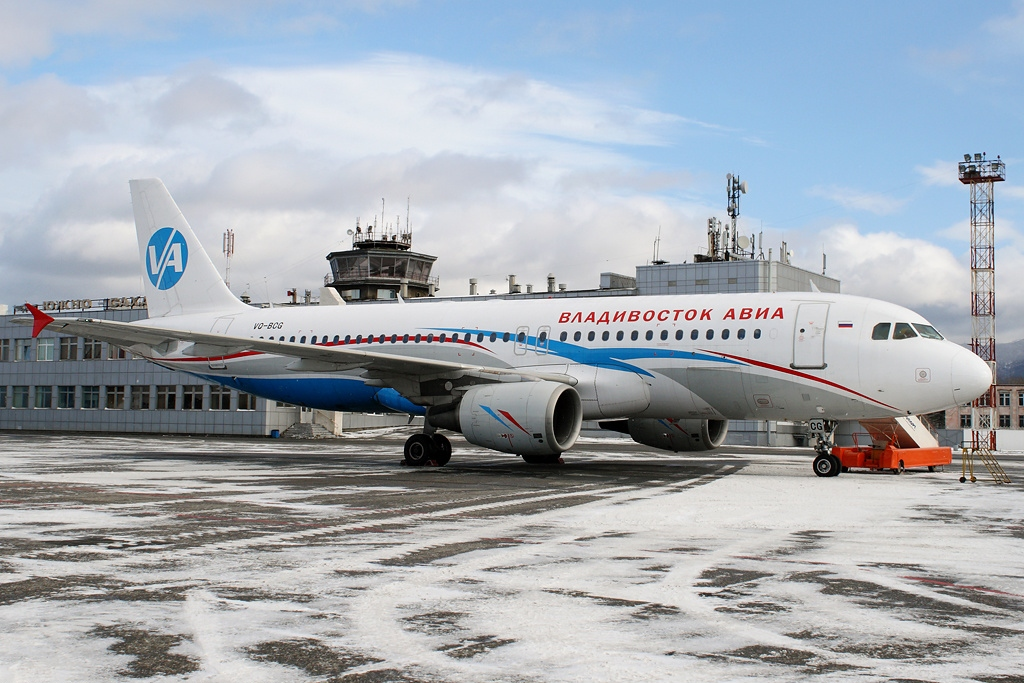
Airbus A320 linii Władiwostok Awia

Władiwostok Awia – zlikwidowane rosyjskie linie lotnicze z siedzibą w Władywostoku. Głównym węzłem był port lotniczy Władywostok. W 2014 zostały połączone z przewoźnikiem Sachalińskie Linie Lotnicze w nowe linie lotnicze Aurora. 